# Jørgen Buckhøj

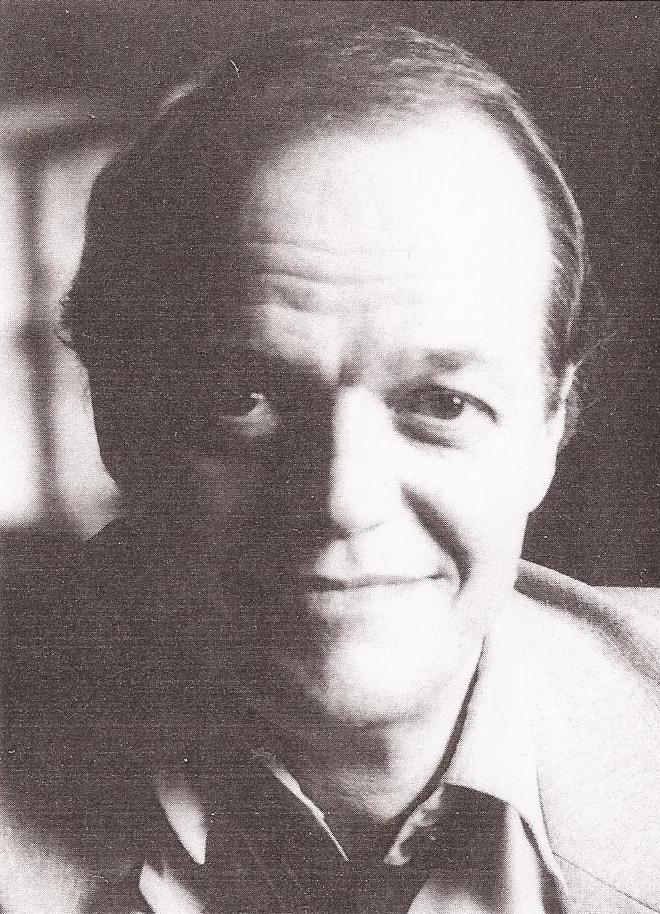
Jørgen Buckhøj

Jørgen Buckhøj (* 10. Januar 1935 in Aarhus; † 13. April 1994 in Kopenhagen) war ein dänischer Schauspieler.

## Leben
Jørgen Buckhøj wuchs als Sohn des Schauspieler-Ehepaares Per Buckhøj (1902–1964) und Henny Lindorff Buckhøj (1902–1979) in Aarhus auf.
Nach seinem Schulabschluss absolvierte er von 1951 bis 1954 seine Schauspielausbildung an der Schauspielschule des Aarhus Teater, wo er im Jahr 1954 als Darsteller auch sein Bühnendebüt hatte. Er wirkte in zahlreichen Theaterstücken, Kabarett-Programmen, Musicals und in Varieté-Shows mit, so auch am Aalborg-Theater, am Odense Teater, am Folketeatret oder am Königlichen Theater Kopenhagen. Er trat als Bühnendarsteller auch im Tivoli auf. Buckhøj wirkte als Schauspieler vor der Kamera von 1953 bis 1992 in mehr als 80 Film-und-Fernsehproduktionen mit. Er war zeitweise auch als Synchronsprecher aktiv und lieh dabei verschiedenen Figuren in Zeichentrickfilmen wie beispielsweise in Tim und Struppi seine Stimme.
Buckhøj war ab dem 14. April 1962 bis zu seinem Tod mit der Schauspielerin Christa Rasmusen (1929–2009) verheiratet. Aus der Ehe ging ein Sohn hervor, der Journalist Morten Buckhøj (* 1962). Jørgen Buckhøj starb im April 1994 im Alter von 59 Jahren an den Folgen einer Krebserkrankung. Seine Grabstätte befindet sich auf dem Mariebjerg-Kirkegard in Gentofte.

## Filmografie (Auswahl)
- 1953: Kriminalsagen Tove Andersen
- 1953: Adam und Eva (Adam og Eva)
- 1960: 100 Mann und ein Kamel (Soldaterkammerater på vagt)
- 1961: Soldaterkammerater på efterårsmanøvre
- 1967: Sünder überall (Min søsters børn på bryllupsrejse)
- 1967: Mögen Sie Austern? (Ka' De li' østers, Fernsehserie)
- 1967: Der schmucke Arne und Rosa (Smukke-Arne og Rosa)
- 1968: Henrik IV.
- 1968: Mini-Krimi-Quiz (Fernsehserie)
- 1969: Geld zum zweiten Frühstück (Tænk på et tal)
- 1970–1977: Oh, diese Mieter! (Huset på Christianshavn, Fernsehserie)
- 1973: Tango
- 1975: Luder
- 1978–1982: Die Leute von Korsbaek (Matador, Fernsehserie)
- 1983: Omkring et flygel
- 1990: Den gode, den onde & den virk'li sjove
- 1992: Gøngehøvdingen